# Jan Baszkiewicz

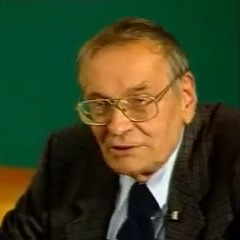
Jan Michał Baszkiewicz

Jan Michał Baszkiewicz (* 3. Januar 1930 in Warschau; † 27. Januar 2011) war ein polnischer Rechtswissenschaftler, Historiker und Hochschullehrer, der sich insbesondere mit Rechtsgeschichte und der Geschichte Frankreichs befasste.

## Biografie
Nach dem Schulbesuch begann Baszkiewicz 1951 ein Studium der Rechtswissenschaft an der Universität Warschau und erwarb nach Abschluss des Studiums 1955 einen Doktor der Rechtswissenschaften. Im Anschluss wurde er 1956 zunächst Dozent an der Polska Akademia Nauk (PAN), der Polnischen Akademie der Wissenschaften, und wurde dort 1965 erst außerordentlicher Professor und 1972 ordentlicher Professor.
Daneben nahm er bereits 1959 den Ruf auf eine Professur an die Universität Breslau an, ehe er 1968 als Professor an die neugegründete Schlesische Universität in Kattowitz wechselte. 1973 wurde er schließlich Professor und Leiter der Abteilung für die Geschichte politischer Doktrinen der Fakultät für Journalistik und Politikwissenschaft der Universität Warschau.
Zusätzlich wurde Baszkiewicz 1986 zuerst Korrespondierendes Mitglied, anschließend 1994 Mitglied der Polska Akademia Nauk und war auch Mitglied der Warschauer Wissenschaftlichen Gesellschaft sowie Mitglied des Redaktionskollegiums der Monatsschrift Państwo i Prawo (Staat und Recht) und der Halbjahresschrift Czasopisma Prawno-Historycznego (Rechtlich-historische Zeitschrift). Daneben gehörte er auch dem Programmkomitee von Polski Przegląd Dyplomatyczny, einer zweimonatlich erscheinenden Zeitschrift für internationale Angelegenheiten.
Als Hochschullehrer befasste er sich mit der Geschichte des politischen Denkens, des Staates und des Rechts und verlegte seinen Schwerpunkt im Laufe der Zeit von der Geschichte des Mittelalters auf die Geschichte Frankreichs und insbesondere die Französische Revolution. Als anerkannter Experte für die Geschichte Frankreichs wurde er dabei zusammen mit Stefan Meller Berater des Regisseurs Andrzej Wajda bei dessen Film Danton (1983).
Er wurde auf dem evangelisch-reformierten Friedhof in Warschau beerdigt.

## Veröffentlichungen
Im Laufe seiner Lehr- und Forschungstätigkeit veröffentlichte er rund 70 Fachaufsätze sowie mehrere Fachbücher wie:
- Powszechna historia państwa i prawa, t. 1, Starożytność i wieki średnie, 1964 (Die universelle Geschichte von Staat und Recht, Band 1, Antike und Mittelalter)
- Polska czasów Łokietka, 1968 (Polen zur Zeit von Władysław I. Ellenlang)
- Historia Francji, 1. Auflage 1974, 6. Auflage 2008 (Geschichte Frankreichs)
- Maksymilian Robespierre, 1. Auflage 1976, 2. Auflage 1989
- Rewolucja francuska 1789–1794: społeczeństwo obywatelskie, Co-Autor Stefan Meller, 1983 (Die Französische Revolution 1798–1794: Die bürgerliche Gesellschaft)
- Ludwik XVI, 1. Auflage 1983, 2. Auflage 1985
- Richelieu, 1. Auflage 1984, 2. Auflage 1995
- Nowy człowiek, nowy naród, nowy świat: mitologia i rzeczywistość rewolucji francuskiej, 1993 (Neuer Mann, neue Menschen, neue Welt: die Mythologie und Realität der Französischen Revolution)
- Anatomia bonapartyzmu, 2003 (Anatomie des Bonapartismus)
- Odnowienie Królestwa Polskiego 1295–1320, 2008 (Erneuerung des polnischen Königreichs von 1295 bis 1320)